# Geomyza vespertina
Geomyza vespertina är en tvåvingeart som beskrevs av John Richard Vockeroth 1961. Geomyza vespertina ingår i släktet Geomyza och familjen gräsflugor. Inga underarter finns listade i Catalogue of Life.